# Ђове
Ђове (итал. Giove) је насеље у Италији у округу Терни, региону Умбрија.
Према процени из 2011. у насељу је живело 1238 становника. Насеље се налази на надморској висини од 296 м.

## Становништво
| 1936. | 1951. | 1961. | 1971. | 1981. | 1991. | 2001. | 2011. |
| ----- | ----- | ----- | ----- | ----- | ----- | ----- | ----- |
| 1.682 | 1.812 | 1.662 | 1.400 | 1.544 | 1.666 | 1.791 | 1.900 |